# Мировой посредник (газета)
«Мировой посредник» — в Российской империи юридическая газета, выходившая в Санкт-Петербурге в 1862 году раз в две недели; редактор-издатель Е. П. Карнович. В 1863 году преобразована в журнал «Вестник мировых учреждений».

## Подробнее
Газета создавалась как печатный орган мировых учреждений по крестьянскому делу, имела умеренно-либеральное направление. В ней публиковались распоряжения правительства и постановления губернских присутствий относительно крестьянства, обсуждались вопросы законодательства на ту же тему, сообщалось о незаконных действиях мировых посредников.
Из печати вышло 26 номеров «Мирового посредника»; последний номер вышел с подзаголовком «Будущий Вестник мировых учреждений». Номера последующего года назывались «Вестник мировых учреждений» (1863) — журнал выходил еженедельно, отпечатано было 8 номеров.